# ROSSEM
ROSSEM oder Radicale Omvormers en Sociale Strijders voor een Eerlijker Maatschappij (dt. Radikale Reformisten und soziale Kämpfer für eine gerechtere Gesellschaft) ist eine belgische libertäre Partei, die 1991 von dem flämischen Geschäftsmann, Schriftsteller, Wissenschaftler und selbsternannten Anarchisten Jean-Pierre Van Rossem gegründet wurde.
Die Partei nahm an den Wahlen für das belgische Nationalparlament am 24. November 1991 teil. Sie erzielte 3,2 % der Stimmen und brachte es auf drei Sitze im Unterhaus und einen im Senat.
Anfangs konnte Van Rossem sein Mandat nicht annehmen, da er ein paar Tage vor den Wahlen aufgrund von Anschuldigungen des umfangreichen Finanzbetrugs verhaftet wurde. Er wurde schließlich am 7. Januar 1992 vereidigt. Ein anderer Parlamentarier für ROSSEM war Jan Decorte, ein flämischer Schauspieler und Regisseur. Er brach mit Van Rossem 1993 und machte als Unabhängiger Abgeordneter weiter.
1993 sorgte Van Rossem wieder für Kontroversen, indem er während der Krönungszeremonie von König Albert II von Belgien 'Vive la République' schrie. Später in diesem Jahr brach die Partei aufgrund von Machtkämpfen unter seinen Mitgliedern zusammen und trat zur nächsten Wahl nicht mehr an.
Van Rossem kündigte an, dass er bei den Kommunalwahlen in Antwerpen im Jahr 2012 teilnehmen würde. Weil seine Partei nicht ausreichend vorbereitet war, konnte er dieses Vorhaben nicht umsetzen. Im Jahr 2014 nahm ROSSEM an den flämischen und föderalen Wahlen teil, scheiterte jedoch an der Sperrklausel, wonach die Partei erneut aufgelöst wurde.